# Kasteel van Serrant
Het Kasteel van Serrant (Frans: Château de Serrant) is een kasteel in Frankrijk, gelegen bij de plaats Saint-Georges-sur-Loire in het Loiredal, ten westen van Angers.

## Inrichting
Het kasteel staat bekend om zijn zeer uitgebreide bibliotheek waar zo'n 12.000 boeken staan. Daarnaast kent het kasteel ook een "slaapkamer van Napoleon", hoewel Napoleon Bonaparte er nooit heeft overnacht.

### De kapel
De kapel die in de rechtervleugel is gesitueerd wordt toegeschreven aan Jules Hardouin-Mansart. In de kapel staat de graftombe van Markies de Vaubrun, die in 1675 sneuvelde. Zijn weduwe gaf voor de decoratie van de graftombe opdrachten aan de schilder Charles Le Brun en aan de beeldhouwer Antoine Coysevox.

## Geschiedenis
Al in de middeleeuwen stond op de huidige plek een kasteel dat in het bezit was van de familie De Brie. In de 16e eeuw werd het oude kasteel onder leiding van Charles de Brie gemoderniseerd. Door het ontbreken van de nodige fondsen werd alleen de noordelijke toren voltooid. In de jaren daarna veranderde het kasteel een paar keer van eigenaar tot het kasteel in 1636 in handen kwam van de staatsman Guillaume de Bautru. Onder zijn leiding werd de herbouw van het kasteel voortgezet. Met behulp van de architect Jules Hardouin-Mansart werd de rest van het kasteel aangepakt.
In 1749 werd het kasteel door een nazaat van De Bautru verkocht aan Antoine Walsh, een verbannen jakobiet. In de periode van Walsh werd het interieur flink aangepakt en werden er om het kasteel Engelse tuinen aangelegd. In de 20e eeuw is het kasteel verder gemoderniseerd met voorzieningen als elektriciteit.
In 2005 kwam het kasteel door vererving in bezit van prinses Hedwige de Ligne-La Trémoïlle , de echtgenote  van de in 1940 te Brussel geboren prins Charles-Guillaume de Merode, volgens velen het hoofd van het prinselijke adelsgeslacht De Merode.

## Afbeeldingen

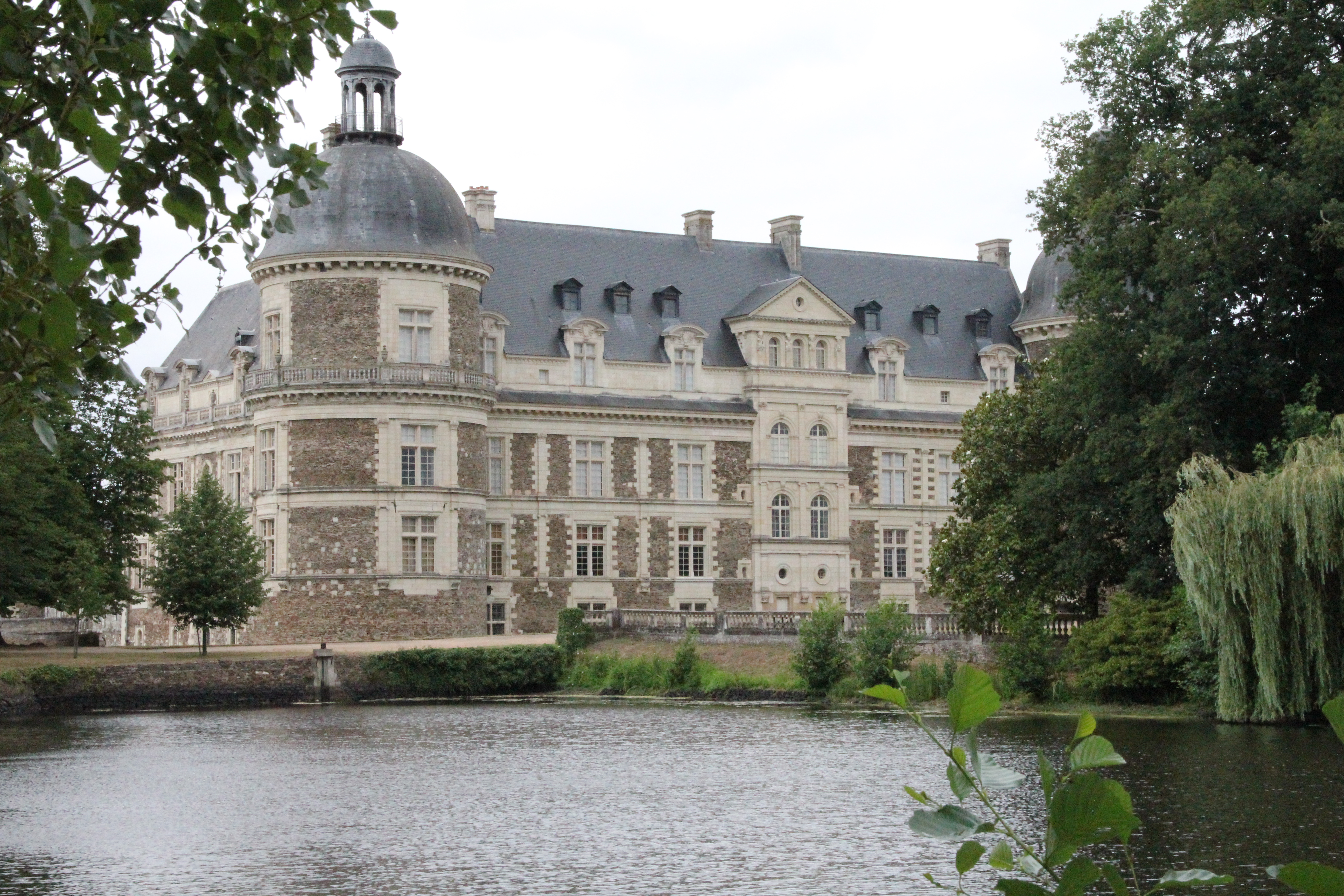
Het kasteel gezien vanaf de waterkant
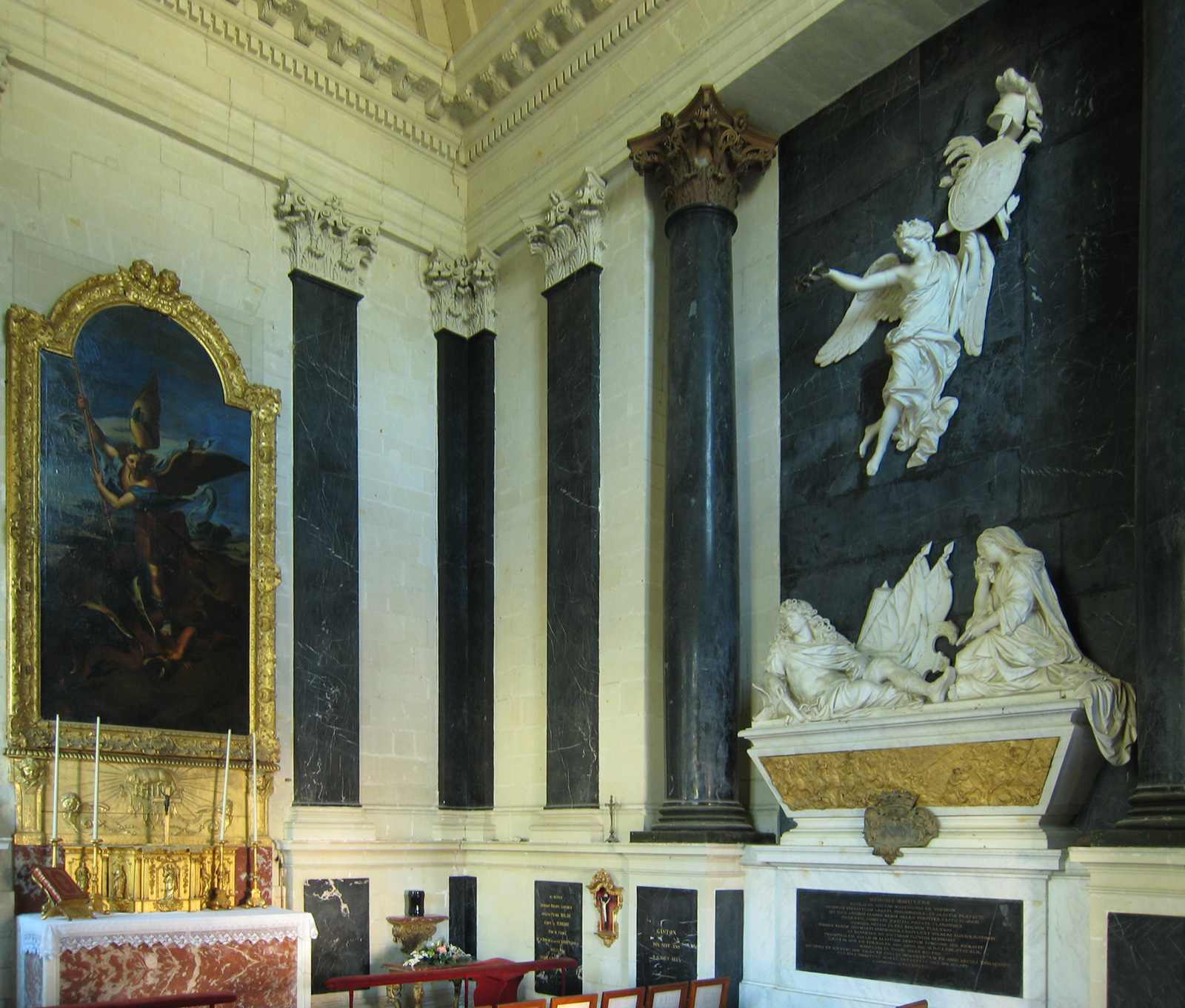
De kapel met rechts het grafmonument
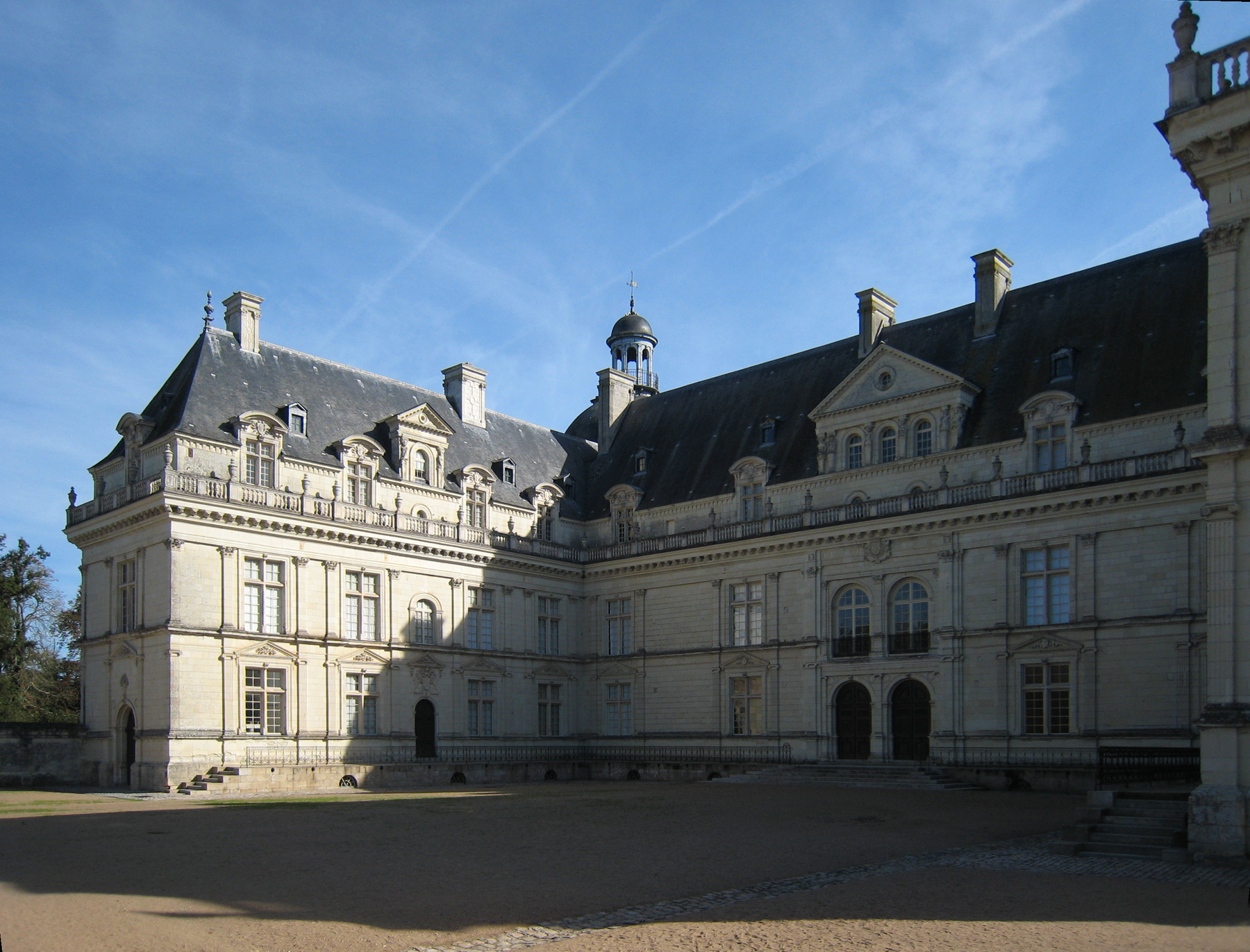
De binnenplaats van het kasteel
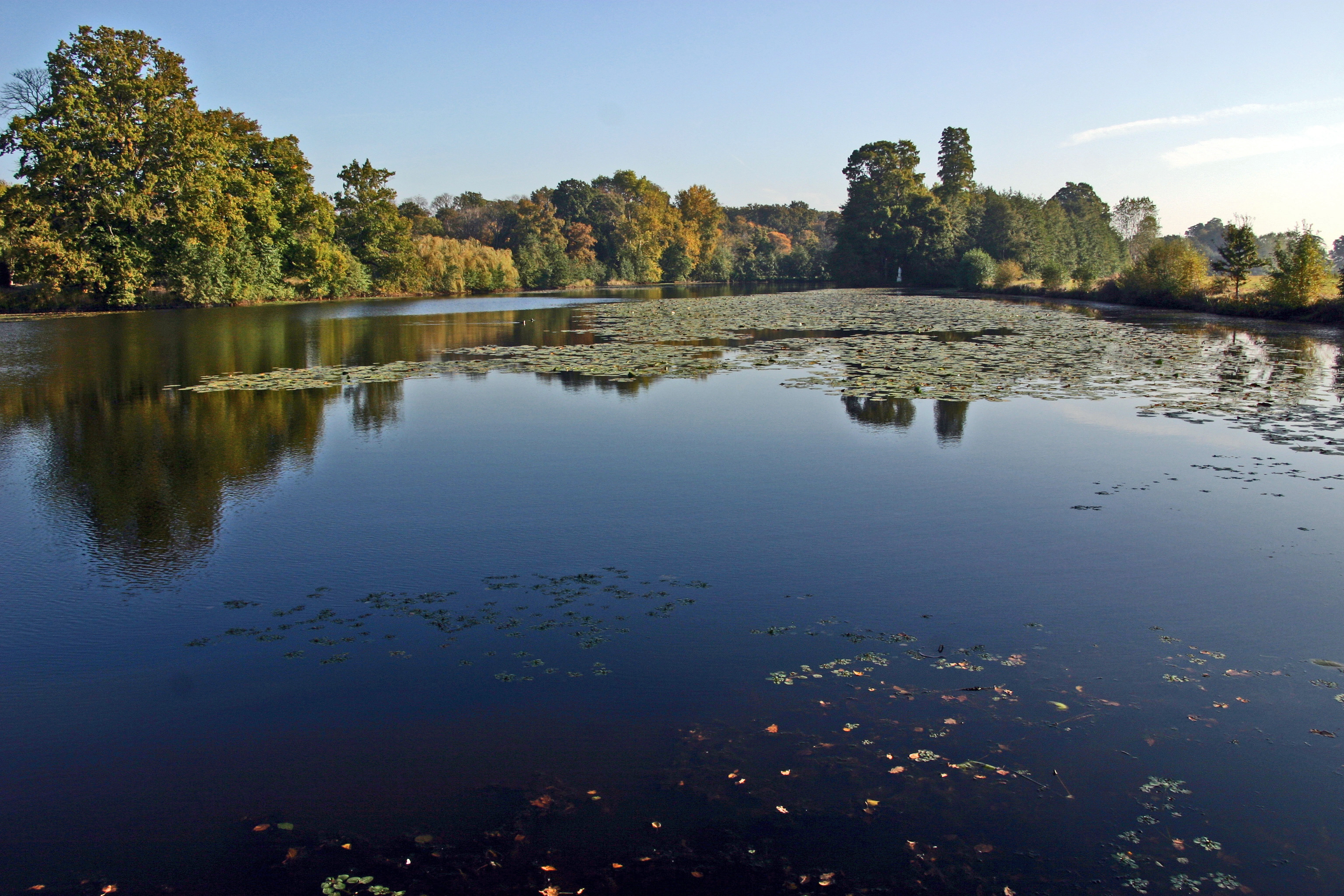
Vijver en park
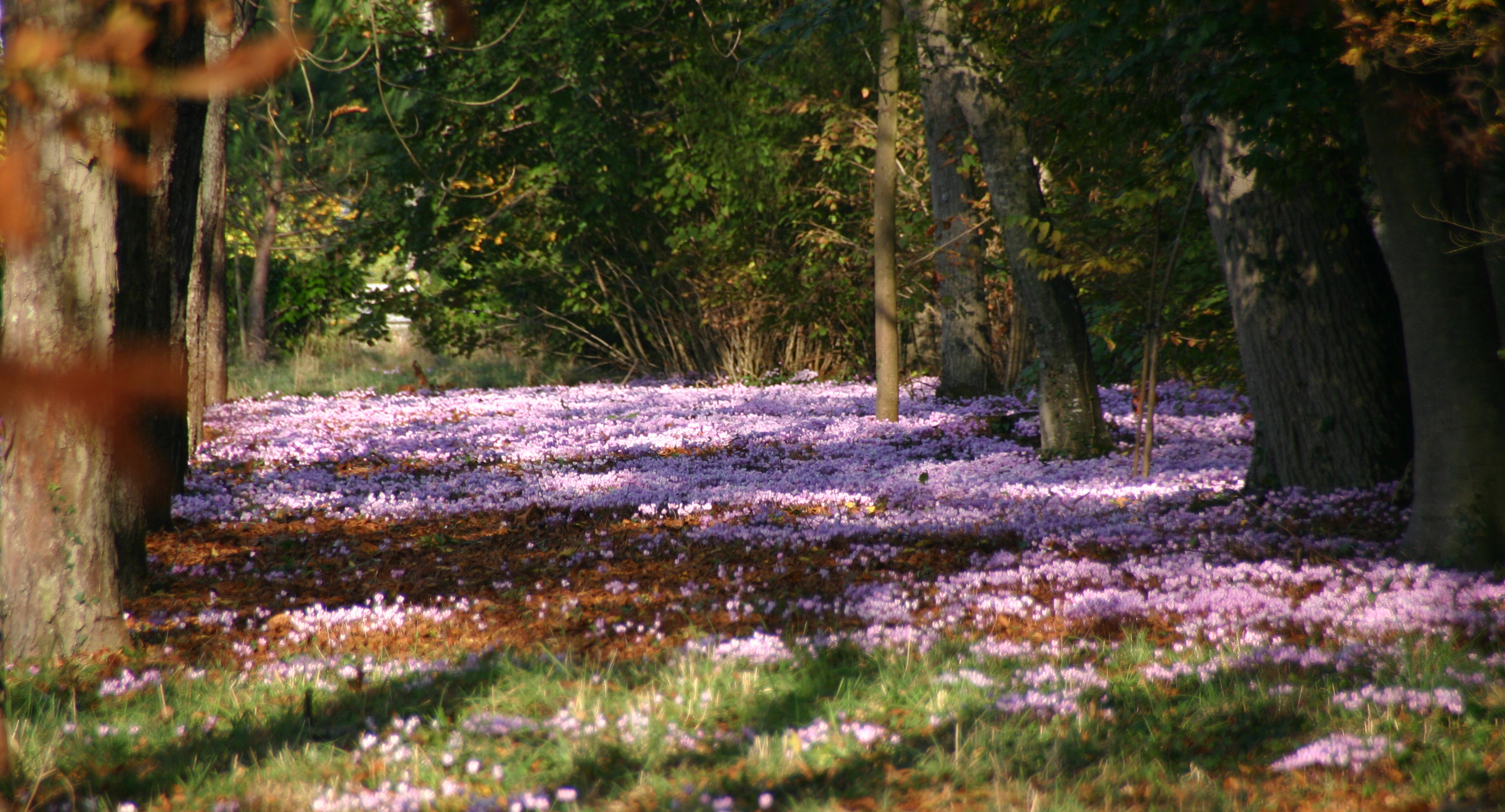
Park van het kasteel